# Symfonie č. 1 (Beethoven)
Ludwig van Beethoven napsal svou Symfonii č. 1 C dur (op. 21) v průběhu let 1799-1800, premiéru měla s velkým úspěchem 2. dubna 1800 ve vídeňském Burgtheateru. Symfonie je věnovaná baronu Gottfried van Swietenovi, který byl patronem mladého Beethovena. Při komponování symfonie je stále patrný vliv Mozarta i Haydna.

## Popis
První věta je typickým úvodem pro sonátovou formu. Na tehdejší dobu ale začíná překvapivým septakordem, tím se nejprve posluchač může zmást ohledně základní tóniny díla – v celém úvodu se Beethoven tónice důmyslně vyhýbá.

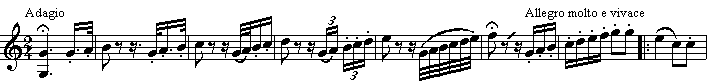
Úvod do čtvrté věty

Úvod druhé věty připomíná fugu; třetí věta je tematicky i tempově spíše bližší spíše scherzu než menuetu, jak je psán v originále. Čtvrtá věta začíná pomalým tématem, které hrají pouze housle, v kontrastu s rychlým tempem celé věty. V této větě je také patrná Beethovenova záliba v překvapování posluchače.

### Názvy vět
1. Adagio molto - Allegro con brio
2. Andante cantabile con moto
3. Menuetto: Allegro molto e vivace
4. Adagio - Allegro molto e vivace

Durata: 28 minut.

### Orchestrace
- Dřevěné nástroje: 2 flétny, 2 hoboje, 2 C klarinety, 2 fagoty
- Žesťové nástroje: 2 lesní rohy in F a in C, , 2 trubky in C
- Bicí nástroje: tympány
- Smyčcové nástroje: 1. a 2. housle , violy, violoncella, kontrabasy